# Autódromo Internacional de Codegua
O Autódromo Internacional de Codegua é um autódromo localizado na cidade homônima, no Chile. Inaugurado em 2014, o traçado principal possui 4,6 km de extensão e 13 m de largura (16 m na reta principal), além de 14 curvas.

## História
Sua construção começou em 2012, financiada de maneira privada por 4 empresários chilenos, tendo uma infraestrutura comparada a grandes autódromos internacionais, sendo finalizada em 2014.
Em seu ano de abertura, recebeu uma etapa da Super TC2000. Estavam planejados eventos no autódromo do Campeonato Mundial de Superbike e da MotoGP em 2015 e 2016, respectivamente. Porém, as duas etapas acabaram por não acontecer e, desde então, sedia apenas eventos nacionais.

## Poluição sonora
Desde sua abertura, o circuito sofre com problemas em suas barreiras acústicas, levando até a um fechamento temporário do autódromo,sendo reaberto após apelos com restrições de ruídos para os automóveis. Entretanto, atualmente vem sofrendo com diversas multas por conta dessa poluição sonora, acumulando-se uma dívida milionária.

## Vencedores

### Super TC2000
| Ano  | Vencedor         | Carro       | Equipe               |
| ---- | ---------------- | ----------- | -------------------- |
| 2015 | Agustín Canapino | Peugeot 408 | Peugeot Lo Jack Team |